# Thomas Brimelow, Baron Brimelow
Thomas „Tommy“ Brimelow, Baron Brimelow GCMG OBE (* 25. Oktober 1915 in Tyldesley, Lancashire; † 2. August 1995 in London) war ein britischer Diplomat und Politiker der Labour Party, der zuletzt beamteter Staatssekretär (Permanent Under-Secretary of State) im Ministerium für Auswärtiges und Angelegenheiten des Commonwealth of Nations (Foreign and Commonwealth Office) sowie Leiter des Diplomatischen Dienstes (Head of the Diplomatic Service) war und 1976 als Life Peer aufgrund des Life Peerages Act 1958 Mitglied des House of Lords wurde. Brimelow war ferner zwischen 1977 und 1979 Mitglied des Europäischen Parlaments.

## Leben

### Eintritt in den auswärtigen Dienst und Zweiter Weltkrieg
Brimelow, Sohn eines Yeoman aus Derbyshire und einer aus Schottland stammenden Mutter, erhielt aufgrund seiner herausragenden Leistungen in den Fächern Mathematik und Griechisch an der New Hills-Grammar School 1933 ein Stipendium für ein Studium am Oriel College der University of Oxford. 1937 wurde er Laming Travelling College am dortigen Queen’s College. Nach Abschluss des Studiums trat er 1938 in den auswärtigen Dienst ein und fungierte nach Beendigung des Vorbereitungsdienstes zwischen 1938 und 1939 als Vize-Konsul auf Probe in Danzig, ehe er 1939 Verwendung am Konsulat in Riga fand und danach zwischen 1940 und 1942 erstmals als Mitarbeiter am Generalkonsulat in den New York City tätig war.
Während des Zweiten Weltkrieges war Brimelow, der fließend die russische Sprache beherrschte, zwischen 1942 und 1945 Leiter der Konsularabteilung der Botschaft in der Sowjetunion tätig, und wirkte während dieser Zeit auch Dolmetscher bei Zusammenkünften mit dem Generalsekretär der Kommunistischen Partei der Sowjetunion (KPdSU), Josef Stalin. Neben Stalin lernte er wieder dieser Zeit auch zahlreiche weitere führende Politiker der KPdSU kennen wie Wjatscheslaw Michailowitsch Molotow, Anastas Mikojan, Lasar Moissejewitsch Kaganowitsch, Kliment Jefremowitsch Woroschilow, Semjon Konstantinowitsch Timoschenko und Georgi Konstantinowitsch Schukow. In dieser Zeit begründete er seinen Ruf als anerkannter Fachmann für die Sowjetunion.

### Aufstieg zum Botschafter in Polen
Nach Kriegsende trat Brimelow 1945 in das Außenministerium (Foreign Office) ein und wurde zum 30. Mai 1946 zum Beamten Achten Grades (Officer of the Eighth Grade) sowie am 22. November 1946 zum Beamten Siebten Grades befördert. Nach einer dortigen dreijährigen Tätigkeit war er zwischen dem 28. April 1948 und 1951 Erster Sekretär für Handelsfragen sowie Konsul an der Botschaft in Kuba. Anschließend bekleidete er von 1951 bis 1954 die Funktionen als Erster Sekretär für Handelsfragen sowie Konsul an der Botschaft in der Sowjetunion.
1954 wurde Brimelow Botschaftsrat für Handelsfragen an der Botschaft in der Türkei und war danach zwischen 1956 und 1960 Leiter der Nord-Abteilung des Außenministeriums. Während dieser Zeit wurde er 1959 Companion des Order of St. Michael and St. George (CMG).
1960 bis 1963 folgte eine Verwendung als Botschaftsrat an der Botschaft in den USA, wo er einer der engsten Mitarbeiter der damaligen Botschafter Harold Caccia und David Ormsby-Gore, 5. Baron Harlech war.
Nach der Unterzeichnung des Vertrages über das Verbot von Kernwaffenversuchen in der Atmosphäre, im Weltraum und unter Wasser sowie den Bemühungen des damaligen Premierministers Harold Macmillan zur Versöhnung mit der Sowjetunion kehrte Brimelow 1963 zum dritten Mal an die Botschaft in der Sowjetunion zurück, an der er bis 1966 als Gesandter engster Berater von Botschafter Humphrey Trevelyan war. In dieser Zeit beeindruckte er auch den neuen Premierminister Harold Wilson, der bereits als Handelsminister (President of the Board of Trade) Brimelow bei den Verhandlungen zur Lieferung von Weizen mit der Sowjetunion 1951 in seinem Beratungsstab hatte.
Als Nachfolger von George Clutton wurde Brimelow aufgrund seiner umfangreichen Kenntnissen über die Lage im Ostblock am 26. August 1966 Botschafter in Polen und bekleidete dieses Amt bis zu seiner Ablösung durch Nicholas Henderson 1969 aus. Während dieser Zeit wurde er am 1. Januar 1968 zum Knight Commander des Order of St. Michael and St. George geschlagen und führte fortan den Namenszusatz „Sir“.
Nach Beendigung seiner Tätigkeit in Warschau übernahm er auf ausdrücklichen Wunsch des damaligen Außenminister Michael Stewart 1969 das Amt des stellvertretenden Unterstaatssekretärs (Deputy Under-Secretary of State) im Ministerium für Auswärtiges und Angelegenheiten des Commonwealth of Nations und übte dieses Amt bis 1973 aus. 1973 verlieh ihm seine Alma Mater, das Oriel College, den Titel eines Ehren-Fellow. Zu dieser Zeit beriet er einen Ausschuss des Europäischen Parlaments aufgrund seiner in Ankara gewonnenen diplomatischen Erfahrungen in der Frage der Beziehungen zur Türkei.

### Chef des Diplomatischen Dienstes, Mitglied des Oberhauses und des Europäischen Parlaments
1973 wurde Brimelow Nachfolger von Denis Greenhill als Ständiger Unterstaatssekretär (Permanent Under-Secretary of State) im Ministerium für Auswärtiges und Angelegenheiten des Commonwealth of Nations (Foreign and Commonwealth Office) sowie Leiter des Diplomatischen Dienstes (Head of the Diplomatic Service). Diese Funktionen behielt er bis zu seiner Ablösung durch Michael Palliser. Für seine langjährigen Verdienste wurde er am 1. Januar 1975 Knight Grand Cross des Order of St. Michael and St. George (GCMG).
Durch ein Letters Patent vom 29. Januar 1976 wurde Brimelow als Life Peer mit dem Titel Baron Brimelow, of Tyldesley in the County of Lancashire, in den Adelsstand erhoben und gehörte bis zu seinem Tod dem House of Lords als Mitglied an, in dem er sich der Fraktion der Labour Party anschloss. Seine offizielle Einführung (Introduction) als Mitglied des Oberhauses erfolgte am 25. Februar 1976 mit Unterstützung durch Goronwy Roberts, Baron Goronwy-Roberts und Mary Stewart, Baroness Stewart of Alvechurch.
Neben seiner Mitgliedschaft im Oberhaus war Baron Brimelow von 1977 bis 1978 auch Mitglied des Europäischen Parlaments und war dort Mitglied der Sozialistischen Fraktion.
Im Anschluss fungierte er zwischen 1978 und 1982 als Vorsitzender der Rentenversicherungsanstalt für Beschäftigte (Occupational Pensions Board).

### Historische Aufarbeitung der Repatriierung von Displaced Persons aufgrund der Konferenz von Jalta
Später beschäftigte er sich mit der kontrovers diskutierten Rückführung von Tausenden Kosaken und Jugoslawen. Hierbei handelte es sich um eine von Stalin bei der Konferenz von Jalta im Februar 1945 ausgesprochene Forderung, dass alle sowjetischen Staatsangehörigen nach Kriegsende zurückkehren sollten. Diese Forderung fand die Zustimmung von Premierminister Winston Churchill und US-Präsident Franklin D. Roosevelt. Tatsache dabei war, dass zahlreiche Kosaken auf Seiten der deutschen Wehrmacht kämpften, und viele der Jugoslawen – überwiegend Kroaten – an grausamen Operationen der SS teilnahmen.
Die ganze tragische Episode flammte auf, als Nikolai Tolstoy 1986 The Minister and the Massacre veröffentlichte, in dem Toby Low, 1. Baron Aldington und andere scharf kritisiert wurden. Darauf setzte das Außenministerium einem unter dem Vorsitz von Brigadegeneral Anthony Cowgill stehenden Untersuchungsausschuss ein, dem neben dem Journalisten Christopher Booker auch Brimelow angehörten. Die Kommission legte einen umfangreichen Bericht mit dem Titel The Repatriation from Austria in 1945. In der Folgezeit verklagte Baron Aldington Tolstoy wegen Verleumdung. Brimelow widmete sich in seinem Ruhestand intensiv mit der Aufklärung der Geschichte der Repatriierung und wurde dabei teilweise von Harold Macmillan beraten, der seit 1942 Repräsentant der britischen Regierung bei den Alliierten im Mittelmeerraum war.